# Jung Chang
Jung Chang (xinès simplificat : 张戎; xinès tradicional: 張戎; pinyin: Zhāng Róng) és una escriptora britànica d'origen xinès nascuda el 25 de març de 1952 a Yibin, província de Sichuan.
Els seus pares eren membres del partit comunista. Durant la Revolució Cultural va treballar com a camperola, “metge descalç”,obrera del metall i electricista. Va estudiar llengua anglesa a la Universitat de Sichuan. Va poder anar a estudiar al Regne Unit el 1978. Va ser la primera xinesa de la República Popular en aconseguir un doctorat en una universitat britànica. Actualment resideix a Londres.